# Hit och Dit men Ganska Långt Bort
Hit och Dit men Ganska Långt Bort är en barn- och ungdomsbok av Johan Althoff från 1990, samt en CD, baserad på boken, från 2003.

## Boken
Boken har givits ut av En bok för alla, med illustrationer av Robert Nyberg.

## CD:n
Skivan Hit och Dit men Ganska Långt Bort är enligt omslaget en "minimusikal". Musiken är gjord av Erik Vårdstedt.

### Rollista
- Berättare och Stora Älgen - Bengt C W Carlsson
- Pytteälgen - Sharon Dyall
- Räven - Etienne Glaser
- Ugglan - Erik Vårdstedt
- Grodan - Pernilla Glaser
- Kanin 1 - Daniel Bingert
- Kanin 2 - Johanna Langhorst
- Joggingdjuret - Kristian Stålgren
- Stora och Lilla Elefanten - Leif Andrée
- Alice - Jennie Jahns
- Chefen - Adam Fietz